# إنديفور أو إس
إنديفور أو إس (بالإنجليزية: EndeavourOS)‏ هي توزيعة جنو/لينكس مبنية على آرتش. ظهرت إنديفور كبديل لأنتيرغوس بعد انتهاء دعمها، وتوفر العديد من بيئات سطح المكتب مثل إكسفس، وكيدي بلازما، وجنوم، و متة، وسينامن، وإل إكس كيوت، وإل إكس دي إي، وغيرها. كما وتسمح التوزيعة بتثبيتها دون الإتصال بالإنترنت، على عكس نظيرتها آرتش التي تطلب اتصالًا بالإنترنت أثناء عملية التثبيت.

## روابط خارجية
- الموقع الرسمي